# Danny Ward
Daniel "Danny" Ward (Wrexham, 22 de junho de 1993) é um futebolista galês que atua como goleiro. Atualmente joga no Wrexham.

## Carreira
Danny Ward fez parte do elenco da Seleção Galesa de Futebol da Eurocopa de 2016 e Eurocopa de 2020.

## Títulos
Leicester City
- Copa da Inglaterra: 2020–21
- Supercopa da Inglaterra: 2021
- EFL Championship: 2023-24